# Molophilus pseudopropinquus
Molophilus pseudopropinquus là một loài ruồi trong họ Limoniidae. Chúng phân bố ở miền Cổ bắc.